# Цун Сюеді
Цун Сюеді (13 травня 1963) — китайська баскетболістка.
Срібна призерка Олімпійських Ігор 1992 року, бронзова призерка 1984 року, учасниця 1988 року.
Переможниця Азійських ігор 1986 року.